# Leiothrix tinguensis
Leiothrix tinguensis är en gräsväxtart som beskrevs av Theodor Carl Karl Julius Herzog. Leiothrix tinguensis ingår i släktet Leiothrix och familjen Eriocaulaceae. Inga underarter finns listade i Catalogue of Life.